# Der Himmel soll warten
Der Himmel soll warten (Heaven Can Wait) ist eine US-amerikanische Fantasy-Filmkomödie aus dem Jahr 1978. Regie führten Warren Beatty und Buck Henry; das Drehbuch schrieben Elaine May, Warren Beatty und Robert Towne anhand des Theaterstücks Irrtum im Himmel (Originaltitel: Heaven Can Wait) von Harry Segall.

## Handlung
Joe Pendleton ist Quarterback der Footballmannschaft Los Angeles Rams, die den Super Bowl gewinnen will. Er stirbt bei einem Autounfall. Im Himmel sagt man ihm, dass sein Tod ein Irrtum war und er auf die Erde zurückkehren soll. Da seine Leiche inzwischen verbrannt wurde, soll er im Körper des kürzlich ermordeten Millionärs Leo Farnsworth zurückkehren.
Pendleton in Farnsworths Körper kauft nach der Rückkehr die Mannschaft Los Angeles Rams, womit er seine Ehefrau Julia und seinen Sekretär Tony Abbott – die ein Liebespaar sind und den Millionär ermordet haben – verblüfft. Er will dadurch die Macht erlangen, die es ihm ermöglicht, im neuen Körper als Quarterback zu spielen. Erst nach viel Überzeugungsarbeit erlaubt der Coach Max Corkle diesen Einsatz.
Pendleton verliebt sich in die Umweltschützerin Betty Logan, die gegen einige Industrieprojekte Farnsworths protestiert. Er wird von Abbott erneut ermordet, worauf Pendleton den Körper eines Sportlers übernimmt; seine früheren Erlebnisse werden aus dem Gedächtnis gelöscht.

## Hintergründe
Harry Segalls Theaterstück war bereits 1941 unter dem Titel Urlaub vom Himmel mit Robert Montgomery verfilmt worden. Die Neuverfilmung wurde in Los Angeles und in einigen anderen Orten in Kalifornien gedreht. Der Film spielte in den Kinos der USA etwa 81,6 Millionen US-Dollar ein. 2001 wurde mit Einmal Himmel und zurück eine weitere Verfilmung der literarischen Vorlage veröffentlicht.

## Kritiken
- Roger Ebert schrieb in der Chicago Sun-Times, der Film kombiniere die „Unschuld“ und die „Süße“ des Originalfilms aus dem Jahr 1941 mit dem eigenen „satirischen Biss“. Ebert lobte die „wundervoll gut besetzten“ Dyan Cannon und Charles Grodin.[1]
- Das Lexikon des internationalen Films schreibt: "Die Neuverfilmung eines Filmstoffs aus dem Jahr 1941 ("Urlaub vom Himmel") in modernisierter Version, ganz auf den Star Warren Beatty hin inszeniert. Eine amüsante Unterhaltung, die den satirischen Kern des Drehbuchs zwar nicht ganz trifft, aber als romantisches Fantasie-Märchen ebenso sympathisch ist wie als leise-verspielte und durchaus auch anrührende Liebesgeschichte."[4]

## Auszeichnungen
Der Film gewann im Jahr 1979 einen Oscar für das Beste Szenenbild. Er war in acht weiteren Kategorien für einen Oscar nominiert: Als Bester Film, für die Beste Regie, Warren Beatty als Bester Hauptdarsteller, Jack Warden als Bester Nebendarsteller, Dyan Cannon als Beste Nebendarstellerin, William A. Fraker für die Beste Kamera, Dave Grusin für die Beste Filmmusik und in der Kategorie Bestes adaptiertes Drehbuch.
Der Film gewann im Jahr 1979 einen Golden Globe Award als Bester Film – Komödie oder Musical, Warren Beatty als Bester Hauptdarsteller – Komödie oder Musical und Dyan Cannon als Beste Nebendarstellerin.
Der Film gewann im Jahr 1979 einen Saturn Award für den Besten Fantasyfilm und auch Warren Beatty, Dyan Cannon sowie die Drehbuchautoren gewannen ebenfalls einen Saturn Award. In den Kategorien Regie, Filmmusik und Kostüme war der Film für einen Saturn Award nominiert ebenso wie James Mason. Elaine May und Warren Beatty erhielten 1979 einen Writers Guild of America Award. Warren Beatty und Buck Henry waren 1979 für einen Directors Guild of America Award nominiert.